# 葉爾卡爾納傑伊普爾河
葉爾卡爾納傑伊普爾河是俄羅斯的河流，由亞馬爾-涅涅茨自治區負責管轄，河道全長423公里，流域面積7,210平方公里，發源自西伯利亞山脈，河水主要來自融雪，每年十月至翌年六月結冰。